# سيرغي ميروشنيشينكو
سيرغي ميروشنيشينكو (بالروسية: Серге́й Николаевич Мирошниченко)‏ هو لاعب كرة قدم روسي في مركز الدفاع، ولد في 18 يوليو 1982 في مايكوب في روسيا. لعب مع أنجي محج قلعة وأورال يكاترينبورغ ولوخ إينيرجيا فلاديفوستوك ونادي أورينبورغ ونادي خيمكي ونادي كراسنودار.

## وصلات خارجية
- سيرغي ميروشنيشينكو على موقع Soccerway.com (الإنجليزية)